# Челнок Франклин-авеню

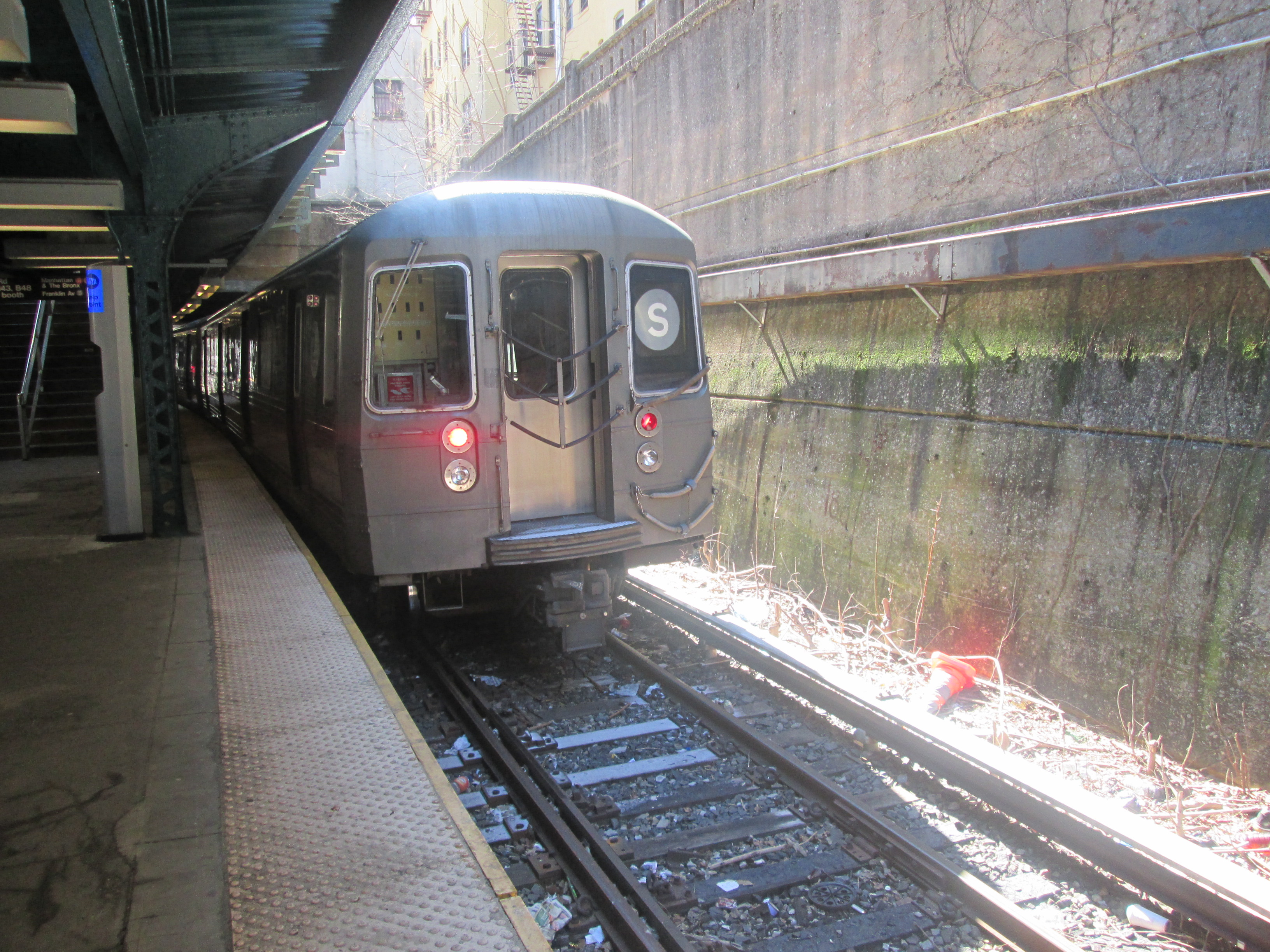
Поезд на станции Проспект-парк

Челнок Франклин-авеню (англ. Franklin Avenue Shuttle) — один из трёх челночных маршрутов Нью-Йоркского метрополитена (два другие — челнок Рокавей-парка и челнок 42-й улицы). Маршрут работает в Бруклине и обозначается S. Маршрут проходит по линии Франклин-авеню, Би-эм-ти. На картах, станциях, вагонах и т. д. он обозначается тёмно-серым цветом, поскольку является челночным маршрутом.
Северная конечная станция — Франклин-авеню — находится на пересечении Франклин-авеню и Фултон-стрит. Рядом с ней расположена линия Фултон-стрит, на которую имеется пересадка.
Южная конечная маршрута — станция Проспект-парк. На этой станции под поезда S отведён единственный путь. Поезда маршрутов B и Q, останавливающиесяся на той же станции, используют другие пути.
Линия на большей части длины однопутная и наземная, разъездом служит станция Ботанический сад, расположенная в коротком тоннеле под улицей.
В составе поезда всего 2 вагона, это самый короткий состав в Нью-Йоркском метро. Всего на линии работает два состава. Маршрут работает круглосуточно.

## История маршрута
Линия Франклин-авеню получила своё название от параллельно идущей Франклин-авеню. Первоначально она была частью магистральной линии Брайтон. Линия открыта в 1878 году. В 1920 году эта часть линии перестала быть магистральной вследствие открытия трассы от Проспект-парк. В начале 1960-х был введён челнок по этой линии. Он работал всё время. Линия была двухпутной на всём протяжении до 1998—1999 годов. Второй путь был разобран и закрыта станция Дин-стрит. У линии существует соединение с линией Брайтон к югу от Проспект-парк. После этого поезда стали разъезжаться на станции Ботанический сад — единственной двухпутной станции линии.
На данный момент линия состоит из четырёх станций. Станция Консьюмерс-парк была закрыта ещё в 1928 году и заменена действующей по настоящее время станцией Ботанический сад в пяти кварталах к северу. Остатки старой станции можно наблюдать до сих пор. Дин-стрит была закрыта в 1995 году из-за малого пассажиропотока.
В 1981 году МТА решил убрать поезда с линии, саму линию разобрав, но благодаря массовым акциям протеста линия была перестроена в 1998—1999 годах. Во время реконструкции поезда заменял специальный автобус.
1 ноября 1918 года поезд на большой скорости врезался в портал нового тоннеля, ведущего к станции Проспект-парк. Погибли 93 человека. Происшествие известно как крушение на Мэлбон-стрит.

## Маршрут
Используемые пути в зависимости от дня недели и времени суток
| От станции включительно | До станции включительно | Круглосуточно  |
| ----------------------- | ----------------------- | -------------- |
| Франклин-авеню          | Проспект-парк           | локальные пути |

Схема маршрута
| Условные обозначения |
| для дней и часов работы маршрутов (более точно указано во всплывающих подсказках при этих обозначениях): |
| --- |
| круглосуточно круглосуточно, кроме ночи круглосуточно, кроме будней днём (либо часов пик) в пиковом направлении в будни днём (и, возможно, вечером) в будни круглосуточно в часы пик в будни днём (либо в часы пик) в пиковом направлении в будни днём (либо в часы пик) в направлении, обратном пиковому в выходные ночью ночью и в выходные (и, возможно, вечером) нет движения поездов |

|  |

| A — ночью · A — ночью · C — круглосуточно, кроме ночи · C — круглосуточно, кроме ночи | Франклин-авеню |

|  |

|  |

| 2 — круглосуточно · 2 — круглосуточно · 3 — круглосуточно, кроме ночи · 3 — круглосуточно, кроме ночи · 4 — круглосуточно · 4 — круглосуточно · 5 — в будни днём · 5 — в будни днём | Франклин-авеню — Медгар-Эверс-колледж |

|  |

| B — в будни днём и вечером до 23:00 · B — в будни днём и вечером до 23:00 · Q — круглосуточно · Q — круглосуточно |